# Чин, Тиффани
Одри Тиффани Чин (англ. Audrey Tiffany Chin; род. 3 октября 1967, Окленд, Калифорния) — американская фигуристка, выступавшая в одиночном катании. Бронзовый призёр чемпионата мира (1985, 1986), чемпионка США (1985), участница Олимпийских игр (1984) и чемпионка мира среди юниоров (1981)  
Тиффани Чин в 1981 году выиграла чемпионат мира среди юниоров. В 1984 году она стала второй на чемпионате США, выиграв короткую и произвольную программы, и квалифицировалась на Олимпиаду 1984 года. В Сараево она занимала двенадцатое место после обязательной программы. Второе место в короткой программе и третье в произвольной позволили ей занять в общем зачёте четвёртое место. После чемпионата мира 1985 года Тиффани стала тренироваться у Дона Лоуса. В 1986 году она вернулась  к прежнему тренеру Джону Никсу. В 1987 году Чин перешла в профессионалы. Позднее окончила университет и работала тренером и техническим специалистом. Её ученица Кайлани Крейн — участница Олимпийских игр и многократная чемпионка Австралии.

## Результаты
| Соревнования                | 80/81         | 81/82         | 82/83         | 83/84         | 84/85         | 85/86         | 86/87         |
| Международные               | Международные | Международные | Международные | Международные | Международные | Международные | Международные |
| --------------------------- | ------------- | ------------- | ------------- | ------------- | ------------- | ------------- | ------------- |
| Олимпийские игры            |               |               |               | 4             |               |               |               |
| Чемпионат мира              |               |               | 9             |               | 3             | 3             |               |
| Skate Canada                |               |               |               |               | 2             |               |               |
| Skate America               |               |               |               | 1             |               |               | 1             |
| NHK Trophy                  |               |               | 3             |               |               |               |               |
| Международные среди юниоров |               |               |               |               |               |               |               |
| Чемпионат мира              | 1             |               |               |               |               |               |               |
| Национальные                |               |               |               |               |               |               |               |
| Чемпионат США               |               | 5             | 3             | 2             | 1             | 3             | 4             |